# Medaglia al merito del lavoro durante la grande guerra patriottica del 1941-1945
La medaglia al merito del lavoro durante la grande guerra patriottica del 1941-1945 è stata un premio statale dell'Unione Sovietica.

## Storia
La medaglia venne istituita il 6 giugno 1945.

## Assegnazione
La medaglia veniva assegnata a chi avesse lavorato almeno un anno in tempo di guerra.

## Insegne
- La medaglia era di rame.  Il dritto raffigurava il busto di Stalin con sopra la scritta "LA NOSTRA CAUSA È GIUSTA" (Russo: НАШЕ ДЕЛО ПРАВОЕ) e con sotto la scritta "ABBIAMO VINTO" (Russo: МЫ ПОБЕДИЛИ). Sul retro vi era la scritta ad arco "PER LAVORO VALENTE" (Russo: «ЗА ДОБЛЕСТНЫЙ ТРУД»), al centro, sotto ad una falce e un martello, la scritta in rilievo su tre righe "NELLA GRANDE GUERRA PATRIOTTICA DEL 1941-1945 (Russo: В ВЕЛИКОЙ ОТЕЧЕСТВЕННОЙ ВОЙНЕ 1941—1945 ГГ.»), sotto una piccola stella a cinque punte.
- Il  nastro era rosso con al centro una striscia verde e con sottili bordi gialli.

## Altri progetti

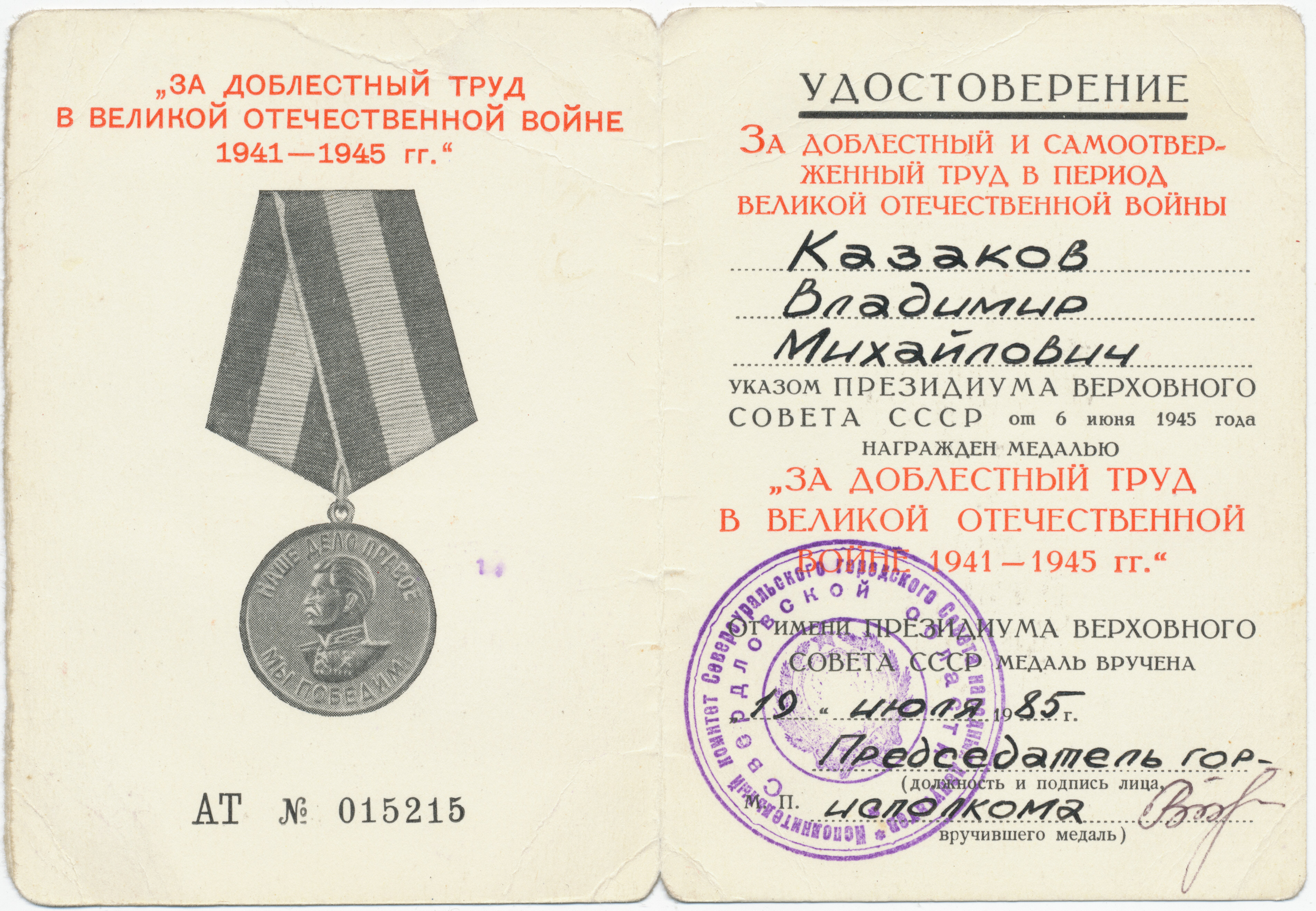
Certificato per La Medaglia al merito del lavoro durante la grande guerra patriottica del 1941-1945 (Versione "sovietica")

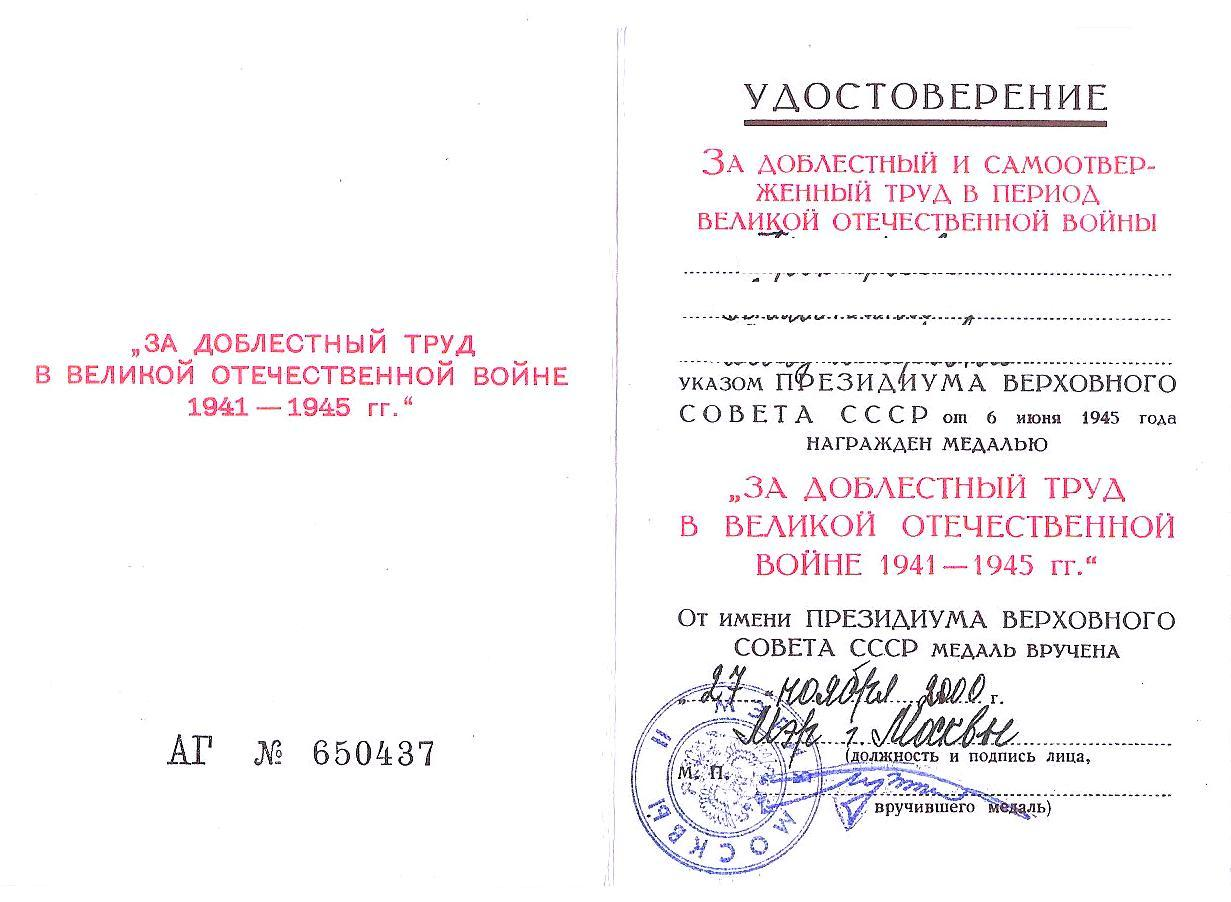
Documento di attestazione